# Sinojuraphis ningchengensis
Sinojuraphis ningchengensis (лат.) — вид вымерших равнокрылых хоботных насекомых из монотипических рода Sinojuraphis и семейства Sinojuraphididae из отряда Hemiptera.

## Распространение
Жили в юрском периоде (келловейский ярус) на территории северо-восточного Китая (Daohugou, Ningcheng County, Внутренняя Монголия, формация Jiulongshan; около 165 млн лет).

## Описание
Длина тела 4,2 мм, длина переднего крыла около 6 мм, заднего — около 2 мм. Усики 12-члениковые (все округлые), Cu с очень длинным стебельком, птеростигма очень узкая. Рострум короче тела. Лапки 3-члениковые. Таксон был впервые описан в 2008 году китайским энтомологом Д. Хуаном (D. Y. Huang; Nanjing Institute of Geology and Palaeontology, Chinese Academy of Sciences, Nanjing, Китай) и французским палеоэнтомологом Андре Нэлем (A. Nel; Entomologie, Национальный музей естественной истории, Париж, Франция). Название рода дано по греческому именованию Китая (Sinai), названия юрского периода (Jurassic) в комбинации с латинским обозначением тлей (Aphis). Видовое название дано по месту обнаружения (Ningcheng County).